# Dane End
Dane End är en by i Hertfordshire i England. Byn är belägen 8,8 km 
från Hertford. Orten har 578 invånare (2015).